# Arka II Gdynia
Arka II Gdynia – klub sportowy z Gdyni, zespół rezerw Arki Gdynia. W swojej historii dwa razy występowała na III szczeblu rozgrywkowym. W sezonie 2025/2026 występujący w IV lidze, gr. pomorskiej.

## Historia

### Występy na III szczeblu rozgrywkowym
Arka II Gdynia na III szczeblu rozgrywkowym zadebiutowała w sezonie 1978/1979, w którym to zajęła 8. pozycję w tabeli. Następny sezon okazał się gorszy, co skutkowało zajęciem 13. miejsca i spadkiem.

### Lata 2001–2008
Na początku XXI wieku Arka II Gdynia występowała w klasie A (wówczas VI poziom rozgrywkowy). W sezonie 2002/2003 zespół zajął 1. miejsce i awansował do klasy okręgowej. Tam, jako beniaminek, rezerwy zajęły pierwotnie 2. miejsce i uzyskały prawo do gry w barażach, które przegrała z Pomezanią Malbork. Ostatecznie jednak, ze względu na ujawnienie skorumpowania jednego z meczów zwycięzcy grupy, Raduni Stężyca, zespół z Gdyni został przesunięty na 1. miejsce i awansował do IV ligi. Na tym szczeblu Arka II Gdynia występowała do sezonu 2007/2008, kiedy to została rozwiązana.

### Lata 2011–2016
Zespół rezerw został przywrócony w sezonie 2011/2012 i dokooptowany do rozgrywek IV ligi, gr. pomorskiej. Premierowy sezon zakończył się wygraniem całej grupy i awansem do III ligi (IV poziom rozgrywkowy). Tam klub z Gdyni spędził 4 sezony, po których spadł do IV ligi.

### Od 2016 roku
Po spadku Arka II Gdynia występowała w IV lidze, gr. pomorskiej nieprzerwanie do sezonu 2023/2024, po którym spadła do klasy okręgowej.

## Bilans ligowy
Źródło:
| Sezon                       | Liga                                 | Poziom ligowy                        | Miejsce                              | Punkty                               | Bramki                               | Uwagi                                |
| --------------------------- | ------------------------------------ | ------------------------------------ | ------------------------------------ | ------------------------------------ | ------------------------------------ | ------------------------------------ |
| 1978/1979                   | III liga, gr. I                      | III                                  | 8/14                                 | 25                                   | 18-21                                |                                      |
| 1979/1980                   | III liga, gr. I                      | III                                  | 13/15                                | 19                                   | 23-51                                | spadek                               |
| brak danych z lat 1980-2001 |                                      |                                      |                                      |                                      |                                      |                                      |
| 2001/2002                   | klasa A, gr. Gdańsk I                | VI                                   | -/12                                 | 0                                    | 0-0                                  | [ a ]                                |
| 2002/2003                   | klasa A, gr. Gdańsk I                | VI                                   | 1/11                                 | 48                                   | 65-19                                | awans                                |
| 2003/2004                   | klasa okręgowa, gr. Gdańsk I         | V                                    | 1/15                                 | 59                                   | 85-23                                | ; awans                              |
| 2004/2005                   | IV liga, gr. pomorska                | IV                                   | 9/18                                 | 50                                   | 52-42                                |                                      |
| 2005/2006                   | IV liga, gr. pomorska                | IV                                   | 11/18                                | 43                                   | 60-48                                |                                      |
| 2006/2007                   | IV liga, gr. pomorska                | IV                                   | 7/18                                 | 54                                   | 58-51                                |                                      |
| 2007/2008                   | IV liga, gr. pomorska                | IV                                   | 15/18                                | 30                                   | 34-56                                | [ c ]                                |
| 2008/2009                   | brak występów w rozgrywkach ligowych | brak występów w rozgrywkach ligowych | brak występów w rozgrywkach ligowych | brak występów w rozgrywkach ligowych | brak występów w rozgrywkach ligowych | brak występów w rozgrywkach ligowych |
| 2009/2010                   | brak występów w rozgrywkach ligowych | brak występów w rozgrywkach ligowych | brak występów w rozgrywkach ligowych | brak występów w rozgrywkach ligowych | brak występów w rozgrywkach ligowych | brak występów w rozgrywkach ligowych |
| 2010/2011                   | brak występów w rozgrywkach ligowych | brak występów w rozgrywkach ligowych | brak występów w rozgrywkach ligowych | brak występów w rozgrywkach ligowych | brak występów w rozgrywkach ligowych | brak występów w rozgrywkach ligowych |
| 2011/2012                   | IV liga, gr. pomorska                | V                                    | 1/16                                 | 71                                   | 89-22                                | awans                                |
| 2012/2013                   | III liga, gr. I                      | IV                                   | 8/16                                 | 42                                   | 40-41                                |                                      |
| 2013/2014                   | III liga, gr. I                      | IV                                   | 9/16                                 | 44                                   | 43-34                                |                                      |
| 2014/2015                   | III liga, gr. I                      | IV                                   | 11/16                                | 39                                   | 41-36                                |                                      |
| 2015/2016                   | III liga, gr. I                      | IV                                   | 11/16                                | 32                                   | 48-52                                | spadek                               |
| 2016/2017                   | IV liga, gr. pomorska                | V                                    | 6/18                                 | 60                                   | 85-41                                |                                      |
| 2017/2018                   | IV liga, gr. pomorska                | V                                    | 7/18                                 | 49                                   | 62-55                                |                                      |
| 2018/2019                   | IV liga, gr. pomorska                | V                                    | 6/19                                 | 67                                   | 103-54                               |                                      |
| 2019/2020                   | IV liga, gr. pomorska                | V                                    | 2/18                                 | 39                                   | 48-22                                | [ d ]                                |
| 2020/2021                   | IV liga, gr. pomorska                | V                                    | 14/21                                | 37                                   | 57-48                                | [ e ]                                |
| 2021/2022                   | IV liga, gr. pomorska                | V                                    | 10/21                                | 38                                   | 49-55                                |                                      |
| 2022/2023                   | IV liga, gr. pomorska                | V                                    | 7/20                                 | 59                                   | 93-70                                |                                      |
| 2023/2024                   | IV liga, gr. pomorska                | V                                    | 15/18                                | 30                                   | 58-68                                | spadek                               |
| 2024/2025                   | klasa okręgowa, gr. Gdańsk I         | VI                                   | 1/12                                 | 88                                   | 151-25                               | awans                                |